# Tokio Hotel
Tokio Hotel é uma banda alemã de rock, fundada em 2001 pelo cantor Bill Kaulitz, o guitarrista Tom Kaulitz, o baterista Gustav Schäfer e o baixista Georg Listing.
Seu som abrange vários gêneros, incluindo rock alternativo, emo, glam rock, pop rock e rock eletrônico. Eles tiveram quatro singles número um e lançaram três álbuns número um em seu país natal. 
Depois de gravar um CD-Demo inédito sob o nome de Devilish e ter seu contrato rescindido com a Sony BMG, o quarteto libera seu primeiro álbum em língua alemã, Schrei, como Tokio Hotel pela Island Records em 2005. Schrei vendeu mais de 1,5 milhão de cópias no mundo e teve quatro singles top cinco nos Estados Unidos e no Reino Unido.
Em 2007 a banda lança seu segundo álbum Zimmer 483, e o primeiro álbum em inglês, Scream.
Desde o início de sua carreira, o Tokio Hotel já vendeu mais de 9 milhões de CDs e DVDs, ganhou 260 discos de Ouro e 63 de Platina e recebeu mais de 150 prêmios internacionais.

## História

#### Início
A banda Tokio Hotel foi fundada pelo vocalista Bill Kaulitz, o guitarrista Tom Kaulitz, o baixista Georg Moritz Hagen Listing e o baterista Gustav Klaus Wolfgang Schäfer.
Bill e Tom, que são gêmeos idênticos, e fazem música juntos desde a infância, foram musicalmente estimulados pelo padrasto, Gordon Trümper, que é guitarrista de uma banda ativa de Magdeburg. Em 2001, durante uma apresentação em Magdeburg, feita apenas com Tom na guitarra e Bill no teclado e vocal, os gêmeos, que estavam com 11 anos, acabaram conhecendo Gustav Schäfer de 12 e Georg Listing de 13 anos. Enquanto Bill e Tom Kaulitz, sob o nome de Black Question Mark, cantavam no palco, Georg e Gustav que conhecia cada música a partir de outras escolas, assistiam ao show da plateia. Os dois garotos, apelidados pelas fãs de "G's", já eram conhecidos da escola de música, e, como a dupla precisava de um baixista e de um baterista eles se juntaram aos gêmeos. Sob o nome Devilish, eles logo começaram a tocar em pequenos concertos e shows de talento na região.
Em 2003, após perder uma aposta com Tom, Bill se inscreveu em um concurso de música para crianças de até 15 anos, o Star Search. Ele chegou às quartas de final mas acabou perdendo para um garoto que cantava rap. Depois da aparição na TV Alemã, Bill Kaulitz foi contatado pelo produtor musical Peter Hoffmann, que foi até sua cidade assistir a uma das apresentações da banda. Hoffmann contou com a presença de David Jost, Pat Benzer e Dave Roth na equipe de criação e produção, e foram eles que ajudaram os membros da banda na composição de suas músicas e ainda os incentivaram a aprender a tocar outros instrumentos. Pouco depois a banda fechou contrato com a gravadora Sony BMG e gravou um CD Demo intitulado Devilish. No entanto, pouco antes do lançamento do seu primeiro álbum, a Sony encerrou seu contrato com a banda.
Em 2005, a Universal Music Group apareceu com um plano de marketing e um contrato para os rapazes. O empresário do grupo, David Jost, acabou convencendo-os de que Devilish não era um nome popular, e que isso estaria dificultando o sucesso da banda. Sendo assim, Devilish tornou-se Tokio Hotel. "Tokio", a ortografia alemã da cidade japonesa Tóquio, foi escolhido devido ao amor deles pela cidade, e "Hotel", devido às suas constantes turnês e estadias em hotéis.

### Schrei (2005)

Novo logotipo adotado pela banda em 2014 após o lançamento do seu álbum Kings of Suburbia.

O primeiro single, "Durch den Monsun" (anos depois surgiu a versão em inglês chamada "Monsoon") e o segundo, "Schrei" (logo depois com a versão em inglês "Scream"), foram escritos pelo vocalista Bill Kaulitz e pelo guitarrista Tom Kaulitz, juntamente com seu grupo de produtores.
Seu álbum de estreia, Schrei, foi lançado em 19 de Setembro de 2005. Em 2006, um terceiro e quarto single, "Rette Mich" ("Rescue Me") e "Der letzte Tag" ("Final Day"), foram liberados. "Der letzte Tag" continha um B-side chamado "Wir schliessen uns ein", que também foi acompanhado por um vídeo musical.

### Schrei, So Laut Du Kannst(2006)
Uma nova versão do álbum Schrei com a voz do vocalista Bill Kaulitz regravada (já que seu primeiro álbum fora gravado quando ainda era muito jovem) foi lançada. Eles regravaram três faixas e incluíram quatro faixas bônus. Nesse mesmo[o quê?] a banda lançou uma outra versão do álbum Schrei ao vivo.

### Zimmer 483(2007)

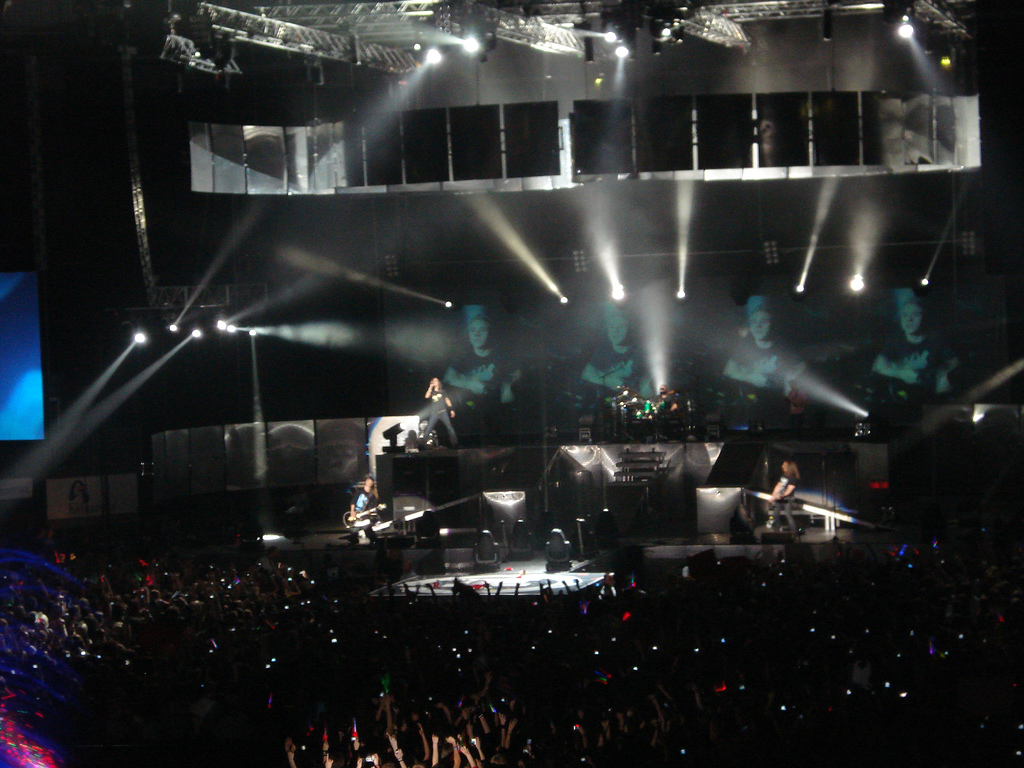
Zimmer 483 Tour (2007).

O primeiro single do seu segundo álbum Zimmer 483 (Room 483), denominado "Übers Ende der Welt" (mais tarde relançado em inglês como "Ready, Set, Go!"), Foi liberado em 26 de Janeiro de 2007.
Zimmer 483 foi lançado na Alemanha em 23 de Fevereiro de 2007, juntamente com uma edição de luxo do álbum contendo um DVD.
O segundo single, "Spring nicht" ("Don't Jump") foi lançado em 7 de Abril. A turnê que acompanha o lançamento do álbum, The Zimmer 483 Tour, foi programada para iniciar em Março de 2007, mas foi adiada por duas semanas.
Um terceiro single, "An deiner Seite (Ich bin da)" ("By Your Side") seguido de vídeo musical, foi libertado em 16 de Novembro. Continha também o B-side "1000 Meere" ("1000 Oceans"), com um vídeo musical também produzido.

### Zimmer 483 Live in Europe(2007)
O álbum Zimmer 483 logo gera uma turnê europeia, então um CD e um DVD são gravados com todas as faixas ao vivo. A turnê estava prevista para Março, mas como os rapazes não estavam completamente satisfeitos com a estrutura montada, a tour foi adiada e só começou em Novembro do mesmo ano.

### Scream(2007)
Os integrantes decidiram investir em um álbum todo em inglês. Diferentemente de seus álbuns em alemão, que há versão pro inglês mas nunca receberam lançamentos oficiais fora do mundo de língua alemã, o álbum foi lançado em 4 de Junho de 2007 em toda a Europa. Na Alemanha ele foi lançado como Room 483, a fim de enfatizar a continuidade de seu último álbum alemão, Zimmer 483.
Scream contém versões em inglês de uma seleção de canções lançadas nos álbuns Schrei e Zimmer 483. "Monsoon", a versão em Inglês de "Durch den Monsun", foi o primeiro single do álbum. "Ready, Set, Go!" (a versão de "Übers Ende der Welt") é o segundo single e foi lançado com o álbum juntamente com "By Your Side" (tradução de "An deiner Seite"). O terceiro sigle, "Don't Jump" (tradução de "Spring nicht") é lançado em seguida. Um vídeo para "Scream" (tradução de "Schrei"), também foi gravado e liberado para a iTunes Store no início de Março de 2008.

### Humanoid(2009)
O quarto álbum tem o nome de Humanoid e foi lançado ao mundo em versões diferentes, uma em inglês e outra em alemão, no dia 2 de outubro de 2009. O álbum apresenta uma tracklist que varia de 14 a 16 faixas, dependendo das versões normais ou Deluxe, e ainda conta com músicas exclusivas como "Attention"; "Down on you"; "Screamin" e outras. Em Humanoid, foram lançado os singles "Automatic]]"; "World Behind My Wall" e "Darkside of the Sun".

### Welcome to Humanoid City Tour (2010)
A turnê europeia intitulada "Welcome to Humanoid City" para a promoção do álbum apresenta-se com novos cenários, figurinos e efeitos futuristas.
O álbum também ganha uma turnê mundial intitulada de "Welcome to Humanoid City Tour", com cenários e figurinos futuristas, explosões, moto, piano pagando fogo, uma cápsula com a qual Bill entra em "Noise" e sai do palco na música final com "Forever Now" e papéis picados jogados sobre a plateia com vários agradecimentos vindos dos integrantes da banda. Essa tinha sido a maior turnê da banda, que além da Europa, se apresentou no México, na América do Sul e na Asia.
Da turnê saiu uma outra versão em CD intitulada Humanoid City Live, que originou o single "Darkside of the Sun]]".

### Best of Tokio Hotel(2010)
A banda lançou em 13 de Dezembro de 2010 um álbum contendo dois CDs, um com 18 faixas em inglês, e outro com 18 faixas em alemão, além de um DVD com 18 clipes e 6 making offs. No Best of Tokio Hotel há ainda duas músicas inéditas, "Hurricanes and Suns" (2009) e "Mädchen aus dem All" (2003) com os videoclipes já postados do site oficial do Tokio Hotel.
O lançamento do CD no Brasil ocorreu no dia 18 de Janeiro de 2011.

### "Darkside of the Sun" (2011)
Com as mesmas músicas do álbum Scream e Humanoid, além de músicas bônus e um DVD que contem alguns clipes da banda, bem como um documentário e uma sessão perguntas e respostas com os membros da banda.

### Kings of Suburbia(2014)
Depois de uma pausa de cinco anos sem nenhum trabalho novo, em 3 de Abril de 2014, foi divulgado um teaser, em seu canal oficial do Youtube, do novo CD da banda. No dia 8 de Agosto do mesmo ano, foi divulgado outro trailer, também em seu canal, sobre a volta da Tokio Hotel TV. O primeiro episódio foi liberado em 13 de Agosto de 2014, e então, todas as quartas-feiras eles liberavam um novo episódio chamado Tokio Hotel TV.
Em 3 de Setembro foi divulgado, em seu site oficial, a capa e o nome de seu novo CD, Kings of Suburbia, que seria lançado no dia 3 de Outubro de 2014. No dia 5 de Setembro de 2014 o CD foi liberado para pré-venda em várias lojas online tais como iTunes e Amazon. O CD foi lançado com versão normal (CD), versão deluxe (CD+DVD) e versão super deluxe (CD+DVD, Box-Set), sendo que essa última esgotou logo no dia seguinte (6 de Setembro de 2014) na Alemanha, Espanha e Itália. No dia 9 de Setembro de 2014 esgotou em todos os outros lugares. A maioria das canções foi escrita pela banda e todo o álbum foi mixado e produzido por Tom Kaulitz.
No dia 10 de Setembro de 2014 foi anunciado nas suas redes sociais que seria liberado, exclusivamente no iTunes, uma faixa do CD a cada sexta-feira até o lançamento oficial do álbum no dia 3 de Outubro de 2014. O primeiro vídeo clipe foi lançado no dia 12 de Setembro de 2014 com a música "Run, Run, Run".
Em 17 de setembro Tokio Hotel anunciou em sua página do Facebook o segundo single promocional "Girl Got a Gun". A canção foi lançada em 19 de setembro, enquanto um vídeo da música, dirigido por Kris Moyes, foi lançado em 23 de Setembro.
O principal single do Kings of Suburbia, "Love Who Loves You Back", foi lançado digitalmente em 26 de setembro, enquanto o videoclipe, dirigido por Marc Klasfeld, foi lançado em 30 de setembro.
O segundo principal single do álbum, "Feel It All", teve seu vídeo clipe filmado em Berlim. Ele foi lançado em março de 2015, dando suporte a turnê "Feel It All World Tour 2015".

### Feel It All World Tour (2015)
A turnê da banda deu início em Março de 2015 e só terminou em Novembro do mesmo ano. Apesar de mais intimista, pois os rapazes quiseram uma aproximação maior com o público dando ao show um clima de balada, o que fez com que o número de ingressos vendidos fosse limitado, foi a turnê que esteve no maior número de cidades. Ela passou pelo Brasil no dia 28 de Agosto de 2015 e por várias cidades da América Latina. Esteve em 14 cidades dos Estados Unidos e outras 19 apenas na Rússia, além de vários outros países da Europa.

### Dream Machine(2016)
Durante uma entrevista em maio de 2016, Bill Kaulitz anunciou que haveria um novo álbum intitulado Dream Machine e uma nova turnê mundial em 2017. No final de dezembro de 2016, como promoção para o álbum, a banda lançou as duas primeiras músicas do álbum no YouTube . A primeira, "Something New", que foi lançada em 23 de dezembro e a segunda, "What If" que é o single principal do álbum lançada em 29 de dezembro.
Em 2 de janeiro de 2017, a banda anunciou através de sua página oficial no Facebook que o álbum Dream Machine seria lançado dia 3 de março de 2017. Já que não estão mais com a Universal Music, eles assinaram então com a Starwatch Music.

## Apresentações

#### Welcome to Humanoid City Tour

##### No Brasil

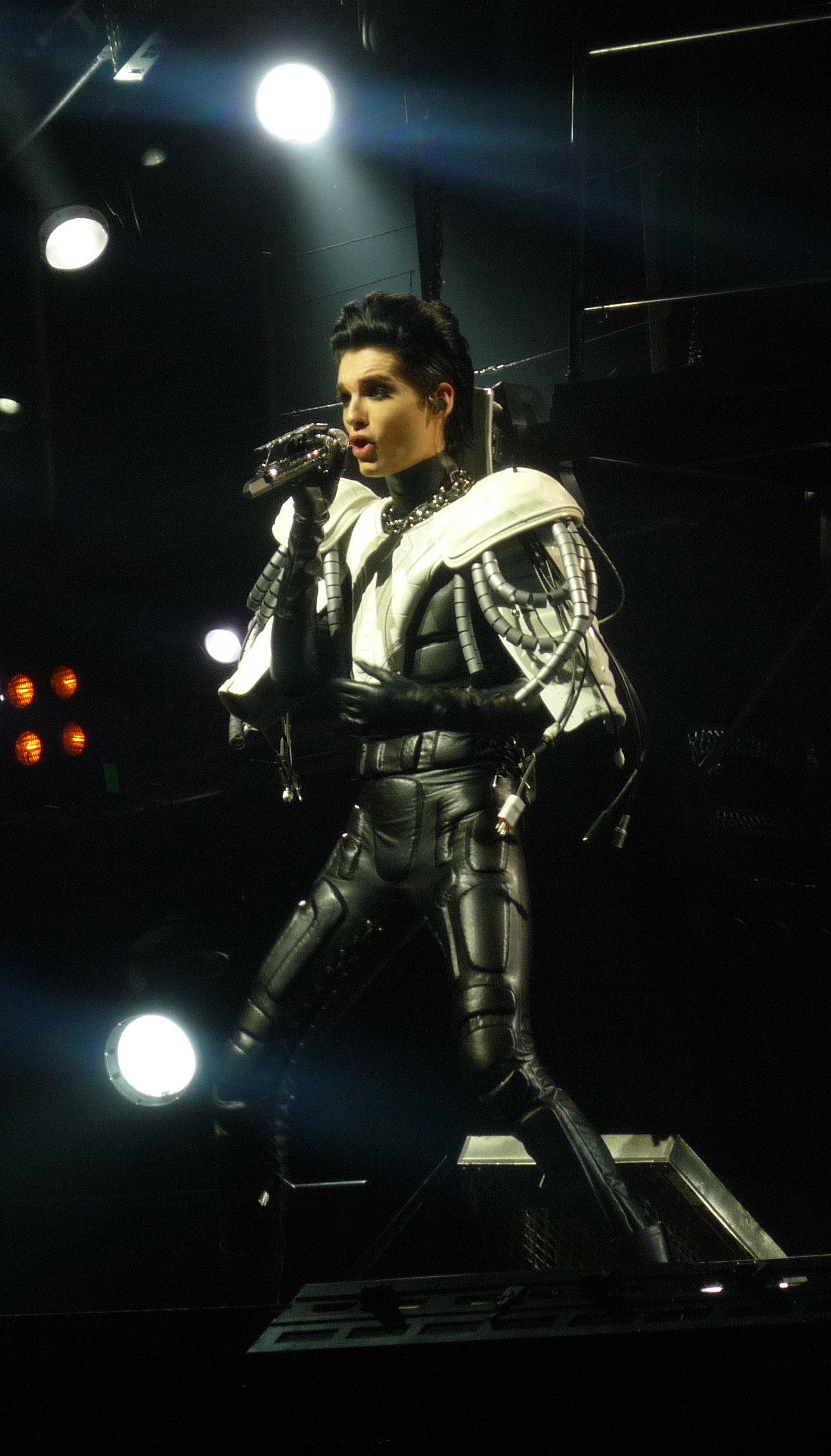
Bill Kaulitz (2010).

A banda fez seu primeiro show em São Paulo, com a turnê Welcome to Humanoid City Tour. A apresentação aconteceu dia 23 de Novembro de 2010 no Via Funchal e reuniu mais de 5 mil fãs da banda, sendo a grande maioria deles, de faixa etária entre 12 e 25 anos. A logística por trás da turnê não trouxe ao Brasil o show completo, somente o básico: telões, a moto e o piano. Todos os integrantes usavam os mesmos trajes da turnê europeia, que o faziam brilhar no escuro. A plateia fez com que o vocalista se sentisse À vontade: “Nós estamos tão longe de casa, obrigado por fazer com que São Paulo pareça como casa para nós. Obrigado a todos”. O último “Obrigado” Bill Kaulitz disse em português.
O Tokio Hotel concedeu uma coletiva de imprensa no Hotel Fasano, horas antes do show, onde ficou espantado com uma fã que viajou 25 horas de ônibus para vê-los "Mesmo? Mais de 25 horas?" Perguntou Bill impressionado. "E eu achei que fosse duro para nós, que vivemos na estrada e acabamos de chegar de um voo de 30 horas. Mas é gostoso dividir esses momentos com os fãs", completou.
No dia seguinte, após o concerto, a banda seguiu para o Peru, onde também tinham datas marcadas. Sua turnê pelas Américas ainda passou pelo Chile e México, onde aconteceu o último show da Welcome To Humanoid City Tour.

##### Em Portugal
Apareceram pela primeira vez em solo lusitano em 2005 para os EMA (European Music Awards) da MTV. Na altura não eram conhecidos pelo povo português.
Em 2007 atuaram no programa de televisão Família Superstar com as músicas "Monsoon" e "Ready Set Go".
Em 2008 compareceram pela primeira vez em Lisboa para um concerto. O primeiro deles todos, a 16 de Março foi cancelado na última hora já quando os fãs se encontravam dentro do Pavilhão Atlântico. Devido a uma laringite do vocalista, os restantes membros da banda juntamente com um tradutor dirigiram-se ao palco para informar a notícia. Meses depois tocaram pela primeira vez no festival Rock in Rio Lisboa e um concerto a 29 de Junho, com repertório de Scream.
Dois anos depois, regressam na digressão europeia com o álbum Humanoid com uma sessão de autógrafos e um concerto a 7 de Abril de 2010 da Humanoid City Tour.

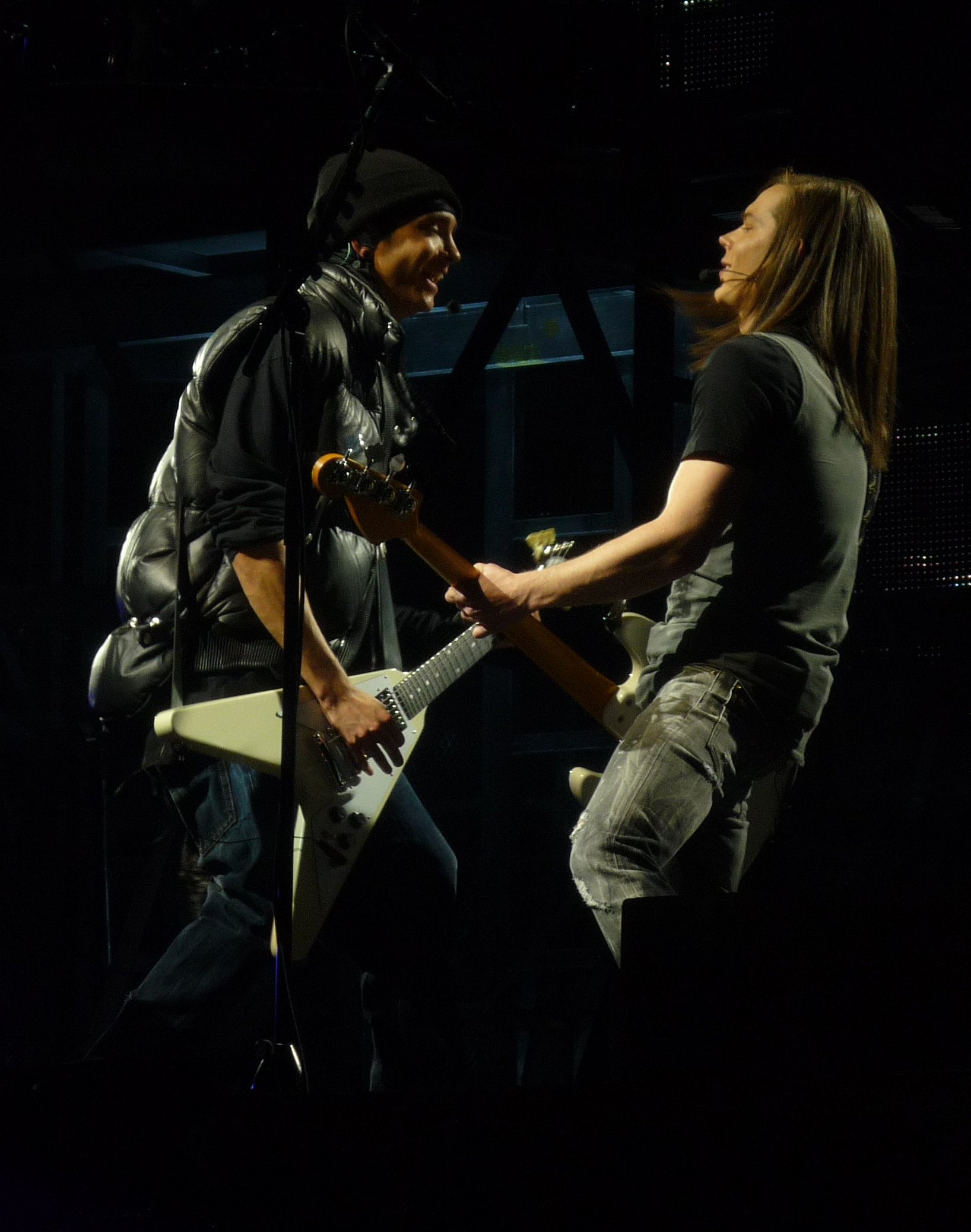
Tom Kaulitz & Georg Listing.

#### Feel It All World Tour
O segundo concerto da banda no Brasil aconteceu no dia 28 de agosto de 2015 no Citibank Hall, em São Paulo. A tour com o álbum Dream Machine não passou pelo Brasil como previsto.

## Reconhecimento

#### VIVA Comet Awards
Foi criada em 1995 pela Nickelodeon da Alemanha. O VIVA Comet Awards é um prêmio de música concedido apenas aos artistas da Alemanha. De 2005 a 2008, foi concedido um prêmio especial, o Super Comet. Todas as três vezes, quem ganhou foi a banda alemã de rock Tokio Hotel.

#### Cell phones & Far East Movement
Face o fim da "Welcome to Humanoid City tour", os irmãos Kaulitz lançaram um aplicativo intitulado de "BTK APP" no qual os fãs têm a oportunidade de estabelecer contato pessoal com os membros mais chegados da banda. Inicialmente lançado para iPhone iOS no dia 16 de janeiro de 2012 e mais cedo para sistemas Android OS no dia 19 de dezembro de 2011. Para além da aplicação que gerou milhões de downloads por todo mundo, os Tokio Hotel aderiram à "VIP CALL", um modo que permitiu aos membros da banda responderem a perguntas pessoais dos fãs, sempre que uma pergunta era respondida os membros da banda "telefonavam" de volta. As tarifas do VIP CALL não agradaram os fãs um vez que os preços eram altos compreendidos entre os 4.99 Euros por mês.
Após a confirmação pela CherryTreeRec, Bill Kaulitz gravou um dueto com Far East Movement, música intitulada "If I Die Tomorrow" que saiu no álbum Dirty Bass em meados de maio de 2012. Foi confirmada pela própria banda que o videoclipe seria gravado e que Bill faria parte do mesmo, mas ele nunca chegou a ser gravado.

## Trabalhos Paralelos

#### Japão
Tokio Hotel juntou-se à MTV, Lady Gaga e mais outras estrelas japonesas e entrou para o Video Music Aid Japan com o intuito de arrecadar altas quantias em dinheiro para a Cruz Vermelha Japonesa e ajudar o Japão como um todo depois do acontecimento de Março de 2011. A premiação do VMAJ aconteceu em 25 de junho de 2011 no Japão, e a quantia arrecadada ultrapassou mais de 5 milhões de dólares.
O Tokio Hotel também ajuda outras instituições carentes na Alemanha, no Chile e em Los Angeles.

#### Alice in Wonderland
Fizeram parte da trilha sonora de Alice in Wonderland (Alice no País das Maravilhas 2010) com a música "Strange" em que cantam com a cantora estoniana Kerli, sendo ela a sétima faixa do CD.

#### Billy
Em 2016 o vocalista Bill Kaulitz decidiu embarcar em um novo projeto. Sob o nome artístico BILLY, ele lançou, no dia 20 de Maio, um EP com 5 músicas intitulado I'm Not Ok. O novo trabalho teve como objetivo expressar, através da música, como foi encontrar e perder um grande amor. A primeira música oficial do EP, "Love Don't Break Me", foi lançada em 29 de abril. Para o novo projeto, Billy escreveu músicas em colaboração com os produtores musicais Pionear, Shiro Gutzie e seu próprio irmão, Tom Kaulitz.
O conteúdo do projeto também incluiu um curta em preto e branco dirigido por Shiro Gutzie e Davis Factor, que veio acompanhado de um livro de fotos com imagens selecionadas do filme e outras fotos originais feitas pelos diretores. O projeto artístico conta ainda com uma série de artes estampadas.
O livro de fotos que incluiu a edição limitada de vinil branco de "Love Don't Break Me" teve sua pré-venda anunciada no dia 30 de março, com as primeiras 300 cópias autografadas por Billy. O livro era vendido a 50 dólares, exclusivamente no site oficial de Billy.

## Discografia
Álbuns de estúdio
- Schrei (2005)
- Schrei, So Laut Du Kannst (2006)
- Zimmer 483 (2007)
- Scream (2007)
- Humanoid (2009)
- Kings of Suburbia (2014)
- Dream Machine (2017)

Ao longo dos anos de carreira a banda compôs músicas que nunca foram lançadas.
Algumas foram produzidas para os seus antecedentes álbuns de estúdio Schrei (2005), Zimmer 483 (2007), Scream/Room483 (2007) e Humanoid (2009).
| Título                  | Compositores                                                         | Notas |
| ----------------------- | -------------------------------------------------------------------- | --- |
| "Hurricanes and Suns"   | Dave Roth, Patrick Benzer, David Jost, Tom Kaulitz and Bill Kaulitz  | - Deixou de ser incluída no álbum Humanoid (2009) - Foi seguidamente lançada no álbum Best Of (2010)                                                                        |
| "Therapy"               | Patrick Benzer, Desmond Child, David Jost, Tom Kaulitz and Dave Roth | - Deixou de ser incluída no álbum Humanoid (2009) - O título foi anunciado pela ASCAP                                                                                       |
| "Riot in Demand"        | David Roth, David Jost, Bill Kaulitz, Patrick Benzer                 | - Deixou de ser incluída no álbum Humanoid (2009) - Esta música possuía um dueto com um artista desconhecido                                                                |
| "The Infinite"          | David Roth, David Jost, Bill Kaulitz                                 | - Deixou de ser incluída no álbum Scream (2007) - Versão Inglesa da música 'Unendlichkeit' do álbum Schrei (2005)                                                           |
| "Madchen Aus Dem All"   | Dave Roth, Dave Jost, Frank Ramond, Tom Kaulitz                      | - Música gravada em 2003, mas deixou de ser incluída no álbum Schrei (2005) - Foi seguidamente lançada no álbum Best Of (2010)                                              |
| "Kalt Einfach"          | Dave Roth, Dave Jost, Bill Kaulitz                                   | - Deixou de ser incluída no álbum Zimmer 483 (2007) |
| "Geh"                   | Dave Jost, Bill Kaulitz, Tom Kaulitz                                 | - Deixou de ser incluída numa re-edição de Zimmer 483 (2007) - Foi seguidamente lançada no single An Deiner Seite.                                                          |
| "Alles wird gelogen"    | Frank Ramond, Dave Roth, Dave Jost, Peter Hoffman                    | - Deixou de ser incluída no álbum Schrei (2005) |
| "The End Of the World"  | Mitch Allan, Patrick Benzer, Kara Dioguardi, David Jost, David Roth  | - Deixou de ser incluída no álbum Humanoid (2009) |
| "Schnee in Meinem Herz" | Bill Kaulitz, Patrick Benzer, David Jost, David Roth                 | - Deixou de ser incluída no álbum Humanoid (2009) |
| "Hast Du Auch"          | Bill Kaulitz, Patrick Benzer, David Jost, David Roth, Guy Chambers   | - Deixou de ser incluída no álbum Humanoid (2009) |
| "Hass und Begierde"     | Bill Kaulitz, Patrick Benzer, David Jost, David Roth                 | - Deixou de ser incluída no álbum Humanoid (2009) - Era para ter sido incluída no álbum Best Of (2010) como versão alemã de 'Hurricanes and Suns', porém ter sido removida. |
| "We Stay Forever"       | Patrick Benzer, David Jost, David Roth, Tom Kaulitz                  | - Deixou de ser incluída no álbum Scream (2007) - Versão Inglesa da música 'Wir Sterben Niemals Aus' do álbum Zimmer 483 (2007)                                             |
| "Willkommen"            | Bill Kaulitz, Patrick Benzer, David Jost, David Roth                 | - Deixou de ser incluída no álbum Zimmer 483 (2007) |
| "Einmal"                | Tom Kaulitz, Patrick Benzer, David Jost, David Roth                  | - Deixou de ser incluída no álbum Humanoid (2009) - Versão Alemã da música "That Day"                                                                                       |

### Turnês
| Ano     | Título                        |
| ------- | ----------------------------- |
| 2005-06 | Schrei Tour                   |
| 2007    | Zimmer 483 Tour               |
| 2008    | 1000 Hotels World Tour        |
| 2010    | Welcome to Humanoid City Tour |
| 2015    | Feel it All World Tour        |
| 2017    | Dream Machine Tour            |